# Gheneral Marinovo, Vidin
Gheneral Marinovo (în bulgară Генерал Мариново) este un sat în comuna Vidin, regiunea Vidin,  Bulgaria. 

## Demografie
Componența etnică a satului Gheneral Marinovo
     Bulgari (98,74%)
     Nicio identificare (1,25%)
     Altele (0%)
La recensământul din 2011, populația satului Gheneral Marinovo era de 159 locuitori. Din punct de vedere etnic, majoritatea locuitorilor (98,74%) erau bulgari. Pentru 1,25% din locuitori nu este cunoscută apartenența etnică.